# Nyctonympha costipennis
Nyctonympha costipennis är en skalbaggsart som först beskrevs av Auguste Lameere 1893.  Nyctonympha costipennis ingår i släktet Nyctonympha och familjen långhorningar.
Artens utbredningsområde är Venezuela. Inga underarter finns listade i Catalogue of Life.